# Reserve Fleet
La Reserve Fleet fu una flotta della Royal Navy formata da unità fuori servizio che potevano essere approntate per il riutilizzo in tempo di guerra.

## Storia
Nei primi anni del XVIII secolo le navi venivano "riposte ordinatamente" in varie basi navali britanniche creando così la Reserve Fleet, una collezione di navi radiate dal servizio ma ancora utilizzabili.
La Reserve Fleet fu mobilitata durante la prima guerra mondiale. Continuò ad esistere nel periodo tra le guerre, ma nel 1930 l'Ammiragliato ridusse il numero di navi della flotta, siccome non si riteneva possibile alcun conflitto maggiore nei seguenti 10 anni. All'inizio della seconda guerra mondiale la Reserve Fleet, al comando del viceammiraglio Sir Max Horton, fu nuovamente mobilitata. Circa 15 000 uomini furono chiamati alle armi nel 1939 per servire nella Reserve Fleet, che divenne pronta al servizio il 15 giugno 1939. Durante gli anni '50 le navi venivano regolarmente "imbozzolate" per la Reserve Fleet, per essere pronte ad essere eventualmente richiamate in servizio. La flotta cessò di esistere nel 1960.

## Viceammiragli comandanti
Gli ammiragli comandanti includono:
- Viceammiraglio Sir Henry Oliver (1919–1920)
- Viceammiraglio Sir Richard Phillimore (1920–1922)
- Viceammiraglio Sir Douglas Nicholson (1922–1923)
- Viceammiraglio Sir William Goodenough (1923–1924)
- Viceammiraglio Sir Victor Stanley (1924–1926)
- Viceammiraglio Sir Rudolph Bentinck (mar. – Ott. 1926)
- Viceammiraglio Sir Hugh Watson (1926–1928)
- Viceammiraglio Sir William Boyle (1928–1929)
- Viceammiraglio Percival Hall-Thompson (1929–1930)
- Viceammiraglio Sir Frank Larken (1930–1932)
- Viceammiraglio Sir William Kerr (1932–1934)
- Viceammiraglio Edward Astley-Rushton (1934–1935)
- Viceammiraglio Sir Gerald Dickens (1935–1937)
- Viceammiraglio Sir Max Horton (1937–1939)

Il comando fu sciolto fino al 1944

## Ufficiali di bandiera in comando
- Retroammiraglio Charles Harris (1944–1945)
- Retroammiraglio Leslie Ashmore (1945–1947)
- Retroammiraglio Reginald Servaes (1947–1948)
- Viceammiraglio Sir Robin Bridge (1948–1951)
- Viceammiraglio Sir Henry McCall (1951–1953)
- Viceammiraglio Sir Ian Campbell (1953–1954)
- Viceammiraglio Sir John Eaton (1954–1955)
- Viceammiraglio Sir Peter Cazalet (1955–1956)
- Viceammiraglio Sir Richard Onslow (1956–1958)
- Viceammiraglio Sir Guy Sayer (1958–1959)
- Retroammiraglio John Grant (1959–1960)

## Divisioni di riserva sotto il comando della Reserve Fleet

### Portsmouth Division
Di base a Portsmouth, Hampshire.

#### Retroammiragli in comando della riserva di Portsmouth
- Retroammiraglio Edward F. Bruen, 1 febbraio 1919 – 23 aprile 1919
- Retroammiraglio Cole C. Fowler, 23 aprile 1919 – 23 aprile 1920
- Retroammiraglio Clement Greatorex, 23 aprile 1920 – 1 ottobre 1921
- Retroammiraglio Edmond H. Parker, 1 ottobre 1921

### Devonport Division
Di base a Devonport, Devon.

#### Retroammiragli in comando della riserva di Devonport
- Retroammiraglio Douglas R. L. Nicholson, 1 febbraio 1919 – 18 marzo 1919
- Retroammiraglio James A. Fergusson, 18 marzo 1919 – 9 aprile 1919
- Retroammiraglio Maurice Woollcombe, 9 aprile 1919 – 9 aprile 1920
- Retroammiraglio Philip H. Colomb, 9 aprile 1920 - 9 aprile 1921
- Retroammiraglio Charles D. Johnson, 9 aprile 1921

Capitani in comando
- Capitano di vascello Alfred A. Ellison, 16 maggio 1922 – 1 novembre 1922
- Capitano di vascello Rowland H. Bather, 15 aprile 1922 – 1 luglio 1922
- Capitano di vascello John E. Cameron, 1 novembre 1922 – aprile 1924
- Capitano di vascello Herbert A. Buchanan-Wollaston, 25 luglio 1927 – 17 aprile 1928
- Capitano di vascello Edward B. Cloete, 3 novembre 1929 – 4 maggio 1931

### Nore Division
Di base presso il Nore.

#### Retroammiragli in comando della riserva del Nore
- Retroammiraglio Allen Thomas Hunt, 1 febbraio 1919 – 8 marzo 1919
- Retroammiraglio Henry L. Mawbey, 17 marzo 1919 – 17 marzo 1920
- Retroammiraglio Vivian H. G. Bernard, 17 marzo 1920 – 17 marzo 1921
- Retroammiraglio William J. S. Alderson, 17 marzo 1921 – 15 aprile 1922

#### Captain in comando
- Capitano di vascello Lawrence W. Braithwaite, 24 April 1925 – 17 August 1926
- Capitano di vascello Arthur L. Snagge, c. 1927
- Capitano di vascello Claude C. Dobson, 17 October 1931 – 17 October 1933
- Capitano di vascello Richard M. King, 17 October 1933 – 16 January 1935 (and as Captain of Cardiff)
- Capitano di vascello Hamilton C. Allen, 16 January 1935 – 24 July 1935
- Capitano di vascello John H. Young, 1 October 1935 – 1 September 1936

### Rosyth Division
Di base a Rosyth, Scozia.

#### Vammiragli/retroammiragli in comando della riserva di Rosyth
- Viceammiraglio Sir Trevylyan D. W. Napier, 1 febbraio 1919 – 1 maggio 1919
- Retroammiraglio Charles F. Corbett, 1 maggio 1919 – 1 maggio 1920
- Retroammiraglio Crawford Maclachlan, 1 maggio 1920
- Capitano di vascello Henry P. Boxer, 28 gennaio 1937 – 1 giugno 1938

### Portland Division
Di base presso l'isola di Portland, Dorset.

#### Retroammiragli in comando della riserva di Portland
- Retroammiraglio Sir Douglas R. L. Nicholson, 1 novembre 1919 – 1 aprile 1920

### Viceammiragli dei cacciatorpediniere della Reserve Fleet
Vice-Admiral Commanding
- Viceammiraglio Sir R. H. T. Balkes (1939-1945)